# Things Take Time, Take Time
Things Take Time, Take Time é o terceiro álbum de estúdio da cantora e compositora australiana Courtney Barnett. Foi lançado em 12 de novembro de 2021 pela Milk! Records, Mom + Pop Music e Marathon Artists.

## Gravação e Produção
O álbum foi gravado em Melbourne e Sydney do final de 2020 ao início de 2021 com a produtora/baterista Stella Mozgawa. The Vinyl Factory chamou o álbum de "uma colagem finamente tecida de instantâneos" e disse que "mergulha na própria psique de Barnett para explorar o amor, a renovação, a cura e a autodescoberta". O primeiro single, "Rae Street", foi lançado em 7 de julho de 2021; o videoclipe segue os moradores de uma rua suburbana, todos interpretados por Barnett. Mais tarde, no mesmo dia, Barnett lançou uma música fora do álbum com 13 segundos chamada "All Eyes on the Pavement" sob o pseudônimo de Oliver Paul, o nome do protagonista de sua música de 2015 "Elevator Operator". A música também foi lançada através de uma gravadora chamada A Crabby Mettle Neutron, um anagrama do nome completo de Barnett.
O segundo single, "Before You Gotta Go", foi lançado em 11 de agosto; seu videoclipe foi lançado em 13 de setembro. O terceiro single, "Write a List of Things to Look Forward to", foi lançado com um videoclipe em 29 de setembro. "If I Don't Hear from You Tonight" foi lançado em 9 de novembro de 2021, como o quarto single do álbum ao lado do anúncio da turnê australiana de 2022.

## Recepção da crítica
No Metacritic, Things Take Time, Take Time tem uma pontuação de 79/100, indicando avaliações geralmente favoráveis. El Hunt, da NME, disse: "Em parte como consequência de ter sido escrito e gravado durante a pandemia Things Take Time, Take Time é mais econômico do que os discos anteriores de Barnett, combinando indie-rock despreocupado com dispersões de bateria eletrônica; programado em colaboração com Stella do Warpaint. Embora falte a mordida mais imediata do trabalho anterior de Barnett, sua suavidade lhe dá um foco mais terno." 

## Faixas
| N.º            | Título                                      | Duração |  |
| 1.             | "Rae Street"                                | 4:31    |  |
| 2.             | "Sunfair Sundown"                           | 2:45    |  |
| 3.             | "Here's the Thing"                          | 4:27    |  |
| 4.             | "Before You Gotta Go"                       | 3:45    |  |
| 5.             | "Turning Green"                             | 4:18    |  |
| 6.             | "Take It Day by Day"                        | 1:50    |  |
| 7.             | "If I Don't Hear from You Tonight"          | 3:37    |  |
| 8.             | "Write a List of Things to Look Forward To" | 2:48    |  |
| 9.             | "Splendour"                                 | 2:14    |  |
| 10.            | "Oh the Night"                              | 3:43    |  |
| Duração total: | Duração total:                              | 33:58   |  |

## Ficha técnica
Músicos
- Courtney Barnett – vocal, guitarra, baixo, piano
- Stella Mozgawa – bateria, percurssão, teclados, sintetizador

Produção
- Courtney Barnett – produção
- Stella Mozgawa – produção